# Osvaldo Rodríguez Borunda
Osvaldo Rodríguez Borunda (Ciudad Juárez, Chihuahua, México; 31 de marzo de 1945) es un periodista y empresario de medios de comunicación mexicano, conocido por ser el fundador y director general de El Diario de Juárez así como de otros seis impresos más en los estados de Chihuahua en México y Texas en los Estados Unidos.

## Biografía
Rodríguez Borunda nació en Ciudad Juárez, Chihuahua el 31 de marzo de 1945 siendo hijo de Ramón Rodríguez Franco y Consuelo Borunda de Rodríguez. Estudió la primaria en Ciudad Juárez y el resto de sus estudios los emprendió en la ciudad de El Paso, Texas en los Estados Unidos.
Osvaldo es administrador de empresas e ingeniero civil por la Universidad de Texas en El Paso, y después de terminar sus estudios cambió su residencia de manera breve a la Ciudad de México y tiempo después volvió a Ciudad Juárez en donde se dedicó a la venta y distribución de bebidas alcohólicas. En 1976 fundó El Diario de Ciudad Juárez, medio que hasta la fecha él mismo dirige. En 1984 fundó El Diario del Noroeste y en 1985 El Diario de Chihuahua.
Alrededor del año 2003 adquirió la nacionalidad estadounidense y posteriormente, en 2005 fundó El Diario de El Paso.